# 二十の扉
『二十の扉』（にじゅうのとびら）は、日本のクイズ番組である。1947年11月1日から1960年4月2日まで毎週土曜日の19時30分から30分間、NHKラジオ第1放送で放送された。うち1953年から1955年まではNHK総合テレビジョンでも同時放送された。
放送はNHK第1スタジオで公開で行われた。NHK放送文化研究所が1948年11月から始めた聴取率調査で何回も1位となるほどの国民的人気を博した。司会者が使うフレーズ「ご名答」が流行語となった。

## 概要
アメリカで放送された同様のクイズ番組『Twenty Questions』をモデルに、CIEの指導のもとで製作された。1947年から12年間ラジオで538回放送され、テレビの実験放送開始時からテレビと同時放送し、ラジオ人気をテレビに持ち込んだ最初の番組となった。
放送開始から6年間はアナウンサーの藤倉修一が司会を務めた。藤倉は『街頭録音』や『社会探報』などの社会派番組での活躍を見たCIEの担当によって抜擢された。レギュラー解答者は芸能人とは別に知性とセンスがあるとされる人物をCIEが直接面接を行った末に選出した。レギュラー回答者は塙長一郎、大下宇陀児、宮田重雄、柴田早苗が務めた。
藤倉がBBC出向のため降板後は、司会を長島金吾が務めた。
番組を製作するにあたって、日本独自の様々な工夫が施された。"Questions"を扉とみなして1つ1つ扉を開けていく様子をイメージし、テーマ曲を使わないで扉をノックしてから開ける音で番組を始める演出がされた。
問題はすべて聴取者から寄せられた。出題のはがきが毎日平均890通、第1回から第200回までの4年間に約130万通送られた。NHKの調べでは開始10か月で142万3288通が集まり、1日2万通が集まったこともあった。有名人からのはがきもあり、例えば志賀直哉からは「西行法師が子供に与えた銀の猫」という出題が寄せられていた。

## レギュラー解答者
- 宮田重雄（医師、画家）
- 柴田早苗（女優）
- 藤浦洸（作詞家）
- 大下宇陀児（作家）

ほか。レギュラー解答者による通常の放送のほかにも、「ゲスト大会」（後述）が放送された。

## 番組進行

### ルール
レギュラー解答者4人に週替わりのゲスト解答者1人を含めた5人の解答者と司会者との質疑応答形式で進められる。出題は「動物」「植物」「鉱物」のいずれかのジャンルに分けられ、司会者から出題される。「動物」として「国民諸君」、「植物」として「ふんどしの紐」などの難問珍問もあり、「鉱物」には「台風の目」や「居候が3杯目に出す茶碗」のように動植物以外のものが広く含まれた。出題の際に解答者の席から見えないところに正解の書かれたポスターが張り出され、会場内の観客に知らされた。また、聴取者にも出題時に「影の声」から答えが放送される。解答者は「それは食べられますか?」「それは丸いものですか?」などのように思い思いの質問を司会者に行い、それに対する司会者の返答をヒントにして20問の質問を行い正解を導き出さなくてはならない。
例えば、「犬」が正解の場合には出題時に「“動物”です」とジャンルだけが解答者に告げられる。ここからその動物が何であるか司会者との質疑応答で推理していき、20問以内に「犬」という答えを出せば良い。

### 観客・視聴者の反応
解答者が正解を導き出せそうな質問をすると観客から拍手が起こることもあったが、惜しい答えが出されたり正解から遠ざかる質問が出されたりすると観客からため息が漏れることもあった。解答者にとっては司会者からの返答のほかにも、こうした観客の反応が暗黙のヒントになっていた。
すでに答えを知っている観客や聴取者にとっては解答者がどのように答えを導き出していくか、誰が正解を出すかなどという過程を見たり聞いたりする楽しみもあった。

## 「ゲスト大会」の開催
また、レギュラー解答者による通常の放送のほかにも「ゲスト大会」が頻繁に開かれた。歌舞伎界、政界、プロレス界、落語界、外国人、角界、映画監督、文壇などといった、普段あまりクイズとは縁のなさそうな分野からもゲストを招いた。文壇の回には川端康成、武者小路実篤らが出演した。
ルールは通常とまったく同じだったがクイズとそれほど関わりのなさそうな解答者たちが懸命に考え、答えを出そうとする姿を通して解答者たちの意外な一面が見られることもあり、レギュラー解答者による通常の放送とはまた違った楽しみや盛り上がりがあった。聴取者にとっては、ゲスト解答者が答えを考えている姿を想像するというのもこの番組ならではの楽しみ方だった。